# Sankt Nikolaj Kirke (Aarhus)
 For alternative betydninger, se Sankt Nikolaj Kirke. (Se også artikler, som begynder med Sankt Nikolaj Kirke)
Sankt Nikolaj Kirke i Aarhus er beliggende Frederiks Allé 37 på hjørnet til Rådhusparken. Kirken blev oprindeligt bygget i 1893 for den katolsk-apostolske menighed i Aarhus og er tegnet af Emanuel Christie Fleischer og Hjalmar Kjær. Menigheden overdrog d. 1. december 2010 kirken til den katolske kirke i Aarhus, som primært vil lade den kaldæiske menighed i Aarhus benytte sig af lokalet.
Kirken fik sit nuværende navn i forbindelse med overdragelsen til den Katolske Kirke i Aarhus.

## Eksterne Henvisninger
- Sankt Nikolaj Kirke – Kirkens officielle hjemmeside Arkiveret 19. maj 2022 hos  Wayback Machine